# Khniss
Khniss (arabă خنيس) este un oraș în Guvernoratul Monastir, Tunisia.